# Instruction (singolo)
Instruction è un singolo del disc jockey britannico Jax Jones, pubblicato il 16 giugno 2017.
Il brano, che vede la partecipazione della cantante statunitense Demi Lovato e della rapper britannica Stefflon Don, è stato scritto dagli stessi interpreti con MNEK e prodotto da Jax Jones e Mark Ralph. Il brano è incluso nell'edizione deluxe del sesto album in studio della cantante, Tell Me You Love Me ed è presente nel videogioco di danza del 2017 Just Dance 2018.

## Antefatti
Il 12 giugno 2017, Jax Jones ha condiviso per la prima volta uno snippet della canzone su Twitter, insieme alla data di rilascio del singolo. Stefflon Don ha anche twittato uno snippet simile pochi minuti dopo, mentre Demi Lovato ha twittato il 13 giugno 2017, rivelando gli artisti presenti nella canzone e scrivendo "Questo sta per essere acceso", riferendosi al brano. La cantante ha condiviso un teaser più lungo della canzone il 14 giugno 2017, rivelando parte dei testi della canzone.

## Video musicale
Il video musicale è stato girato il 20 luglio 2017 a Los Angeles, in California. È stato pubblicato il 2 agosto 2017.